# Camptoprosopella texana
Camptoprosopella texana är en tvåvingeart som beskrevs av Shewell 1939. Camptoprosopella texana ingår i släktet Camptoprosopella och familjen lövflugor. Inga underarter finns listade i Catalogue of Life.